# Kovács Tamás (atléta)
Kovács Tamás (Hódmezővásárhely, 1983. szeptember 18. –) magyar futó, a Veszprémi EDAC versenyzője.
Első hazai bajnoki címét 1998-ban nyerte a serdülők 3000 méteres versenyszámában. Ugyanebben az évben 10 000 méteren második volt. A 2001-es junior bajnokságon 10 kilométeren második, félmaratonon harmadik volt. A junior mezeifutó Eb-n 74. volt. A csapat a tizenkettedik helyen végzett. A következő évben a juniorok között a fedett pályás 3000 méteren és mezeifutásban lett második az ob-n. A felnőtteknél 1500 méteren lett negyedik. A junior mezeifutó Eb-n 37. lett egyéniben, 13. csapatban. 2003-ban a felnőtt ob-n 1500 méteren hatodik, 5 kilométeren ötödik lett. Az utánpótlás korosztályban félmaratonon és 10 000 méteren bajnok, 5000-en második lett.
2004-ben a fedett pályás ob-n 3000 méteren bronzérmet szerzett. 1500-on szabadtéren ötödik lett. 10 kilométeren a felnőtteknél 6., az utánpótlás korcsoportban második volt. Egy év múlva a mezeifutó 6 km-es csapatbajnokságon lett aranyérmes. A pályabajnokságon 5000 méteren lett hatodik. Az utánpótláskorúaknál ezen a távon második, 10 000 méteren harmadik volt.
2006-ban az 5000 méteres ob-n lett ötödik. A következő évben 1500-on hatodik, 5000-en harmadik lett. 2007-től 2009-ig az Egyesült Államokban tanult az észak-karolinai High Point Egyetemen. 2008-ban és 2009-ben félmaratoni távon magyar ranglistavezető volt. A 2009-es Universiaden félmaratonon kilencedik lett. 5000 méteren 2009-ben ezüst-, 2010-ben aranyérmet szerzett az ob-n.
2011 májusában a prágai maratonon teljesítette az olimpiai kiküldetési B-szintet.
A 2012-es londoni olimpián 2:27:48-as idővel a 72. helyen végzett.